# Капский филин

Ка́пский фи́лин (лат. Bubo capensis) — вид птиц рода филинов семейства совиных, обитающий в  Южной Африке.

## Описание
Это относительно крупная птица достигает размеров 46—61 см, и весом до 1800 г. Самка крупнее, чем самец. Имеет пёстрое, попеременно светлое, чёрное и тёмно-коричневое оперение, характерные для филинов перьевые ушки и жёлтые или оранжевые глаза. Лицевой диск тёмно-коричневый с отчётливым чёрным или тёмно-коричневым обрамлением, расширяющимся к шее. Перья хвоста и крыльев окрашены в светло-коричневый и тёмно-коричневый цвета. Пальцы и лапки с густым оперением, небольшая видимая кожа коричневая сверху и желтоватая под лапами.

## Распространение и образ жизни
Встречается на территории Эритреи, Эфиопии, Кении, Танзании, Мозамбика, Зимбабве, ЮАР и Намибии, однако бо́льшая часть популяции обитает в странах на юге Африки. Типичная среда обитания капского филина — горные и холмистые пейзажи (высотой до 2500 метров), тем не менее иногда он охотится в саваннах. Величина добычи варьируется в размерах от мелких грызунов и крупных насекомых до кроликов, весом превышающим вес филина в четыре раза. Питается также птицами, такими как турачи и молотоглавы, рептилиями, скорпионами, лягушками и крабами. Был замечен в крупных городах, таких как Йоханнесбург и Претория, где охотился на голубей. 

### Размножение
Обычно размножается каждый год, но иногда — через год. Гнездится в расщелинах скал, брошенных гнёздах или прямо на земле. Самка обычно откладывает два белых яйца (реже одно или три) с интервалом в 2 дня и высиживает их от 34 до 38 дней. Самец тем временем занимается добычей пропитания. Молодые птенцы оперяются на 70—77 день, однако остаются в семейной группе ещё примерно 6 месяцев. Репродуктивного возраста достигают на второй год.

## Подвиды
Известны как минимум три подвида:
- Bubo capensis capensis — Южная Намибия и ЮАР.
- Bubo capensis dillonii — горные районы Эфиопии и Эритреи.
- Bubo capensis mackinderi — Кения, Уганда, Малави, Зимбабве и Мозамбик. Некоторыми исследователями рассматривается как самостоятельный вид (Bubo mackinderi).

## Галерея

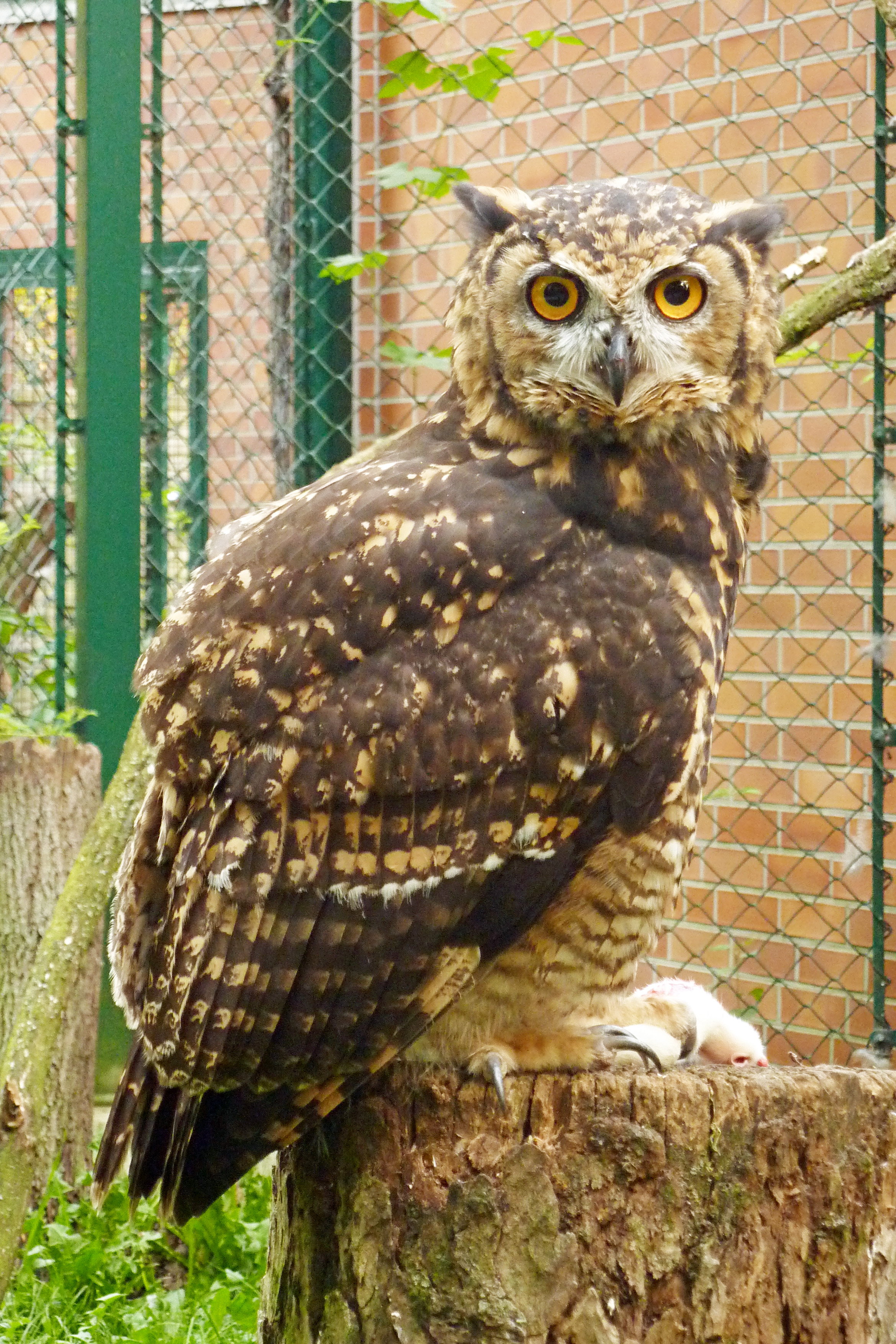
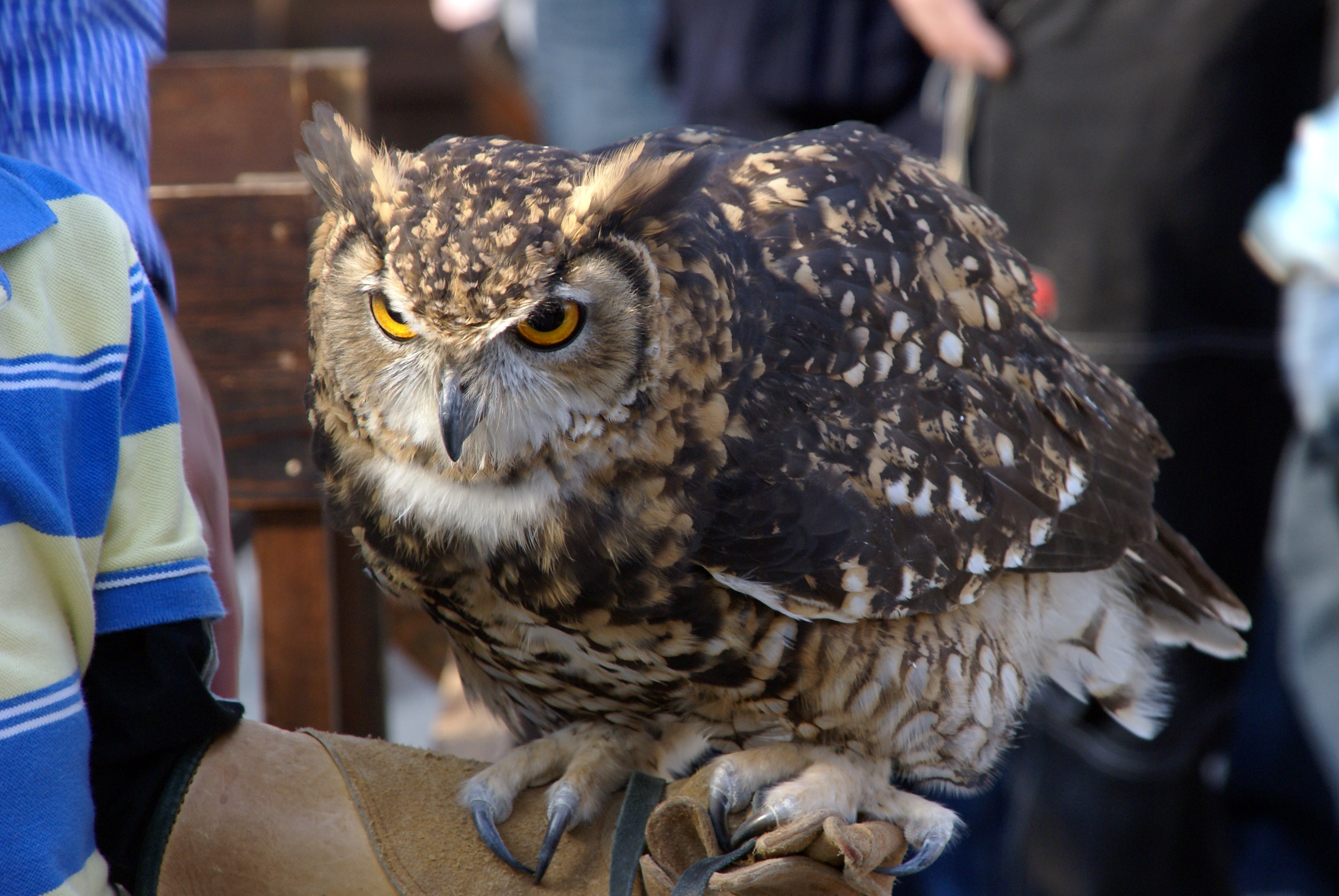